# 薩克森-魏森費爾斯

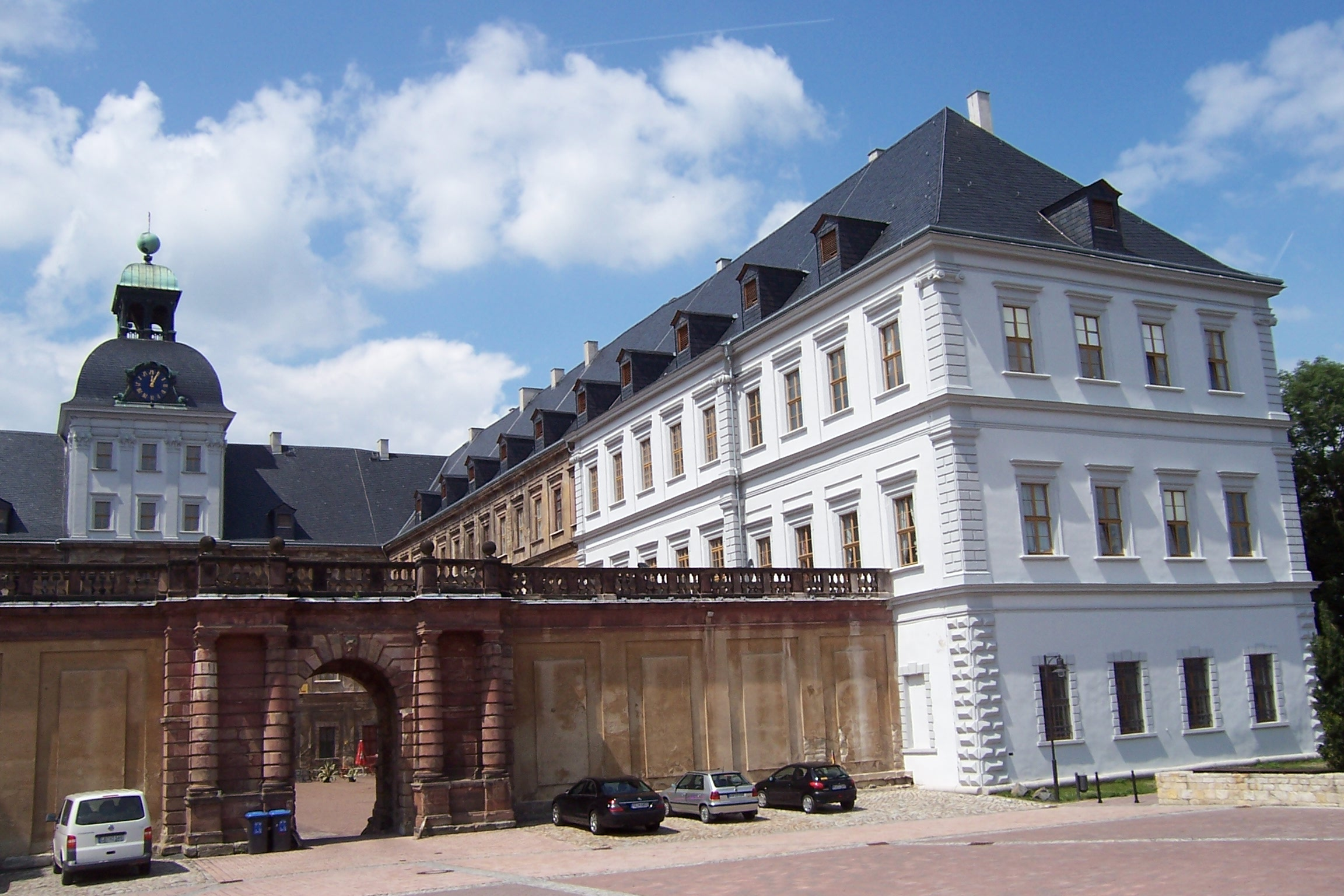
位於魏森費爾斯的新奧古斯特城堡

薩克森-魏森費爾斯（德語：Sachsen-Weißenfels）是德國歷史上的一個公國，由韋廷家族的阿爾布雷希特系統治，首府位於魏森費爾斯。

薩克森-魏森費爾斯（綠色）

## 公爵
1. 奧古斯特，1657年至1680年在位
2. 約翰·阿道夫一世，1680年至1697年在位
3. 約翰·格奧爾格，1697年至1712年在位
4. 克里斯蒂安，1712年至1736年在位
5. 約翰·阿道夫二世，1736年至1746年在位